# Opposite Sex
Opposite Sex ou Sexo Oposto foi uma curta série de televisão norte-americana de comédia dramática, que foi ao ar durante o verão de 2000 na FOX.

## Elenco
- Milo Ventimiglia - Jed Perry
- Allison Mack - Kate Jacobs
- Kyle Howard - Philip Steffan
- Chris Evans - Cary Baston
- Margot Finley - Miranda Mills
- Lindsey McKeon - Stella
- Chris McKenna - Rob Perry